# Atriplex erigavoensis
Atriplex erigavoensis là loài thực vật có hoa thuộc họ Dền. Loài này được Thulin mô tả khoa học đầu tiên năm 2006.